# Ranunculus ceramensis
Ranunculus ceramensis är en ranunkelväxtart som beskrevs av Hj. Eichl.. Ranunculus ceramensis ingår i släktet ranunkler, och familjen ranunkelväxter. Inga underarter finns listade i Catalogue of Life.